# Browar Mieszczański w Kłodzku
Browar Mieszczański w Kłodzku (niem. Bürgerliches Brauhaus Glatz GmbH) – lokalny browar działający w latach 1848–1920, w Kłodzku przy Minoritenstraße (ul. Daszyńskiego).
Browar funkcjonował od 1848 przy obecnej ul. Spadzistej 6 w Kłodzku. Następnie od 1865 jako Rosenberg̕̕ sche Brauerei. Budynki lodowni, stajni i wozowni przy ul. Daszyńskiego 14 w dolnej części miasta powstały w latach 1889-1902 według projektu J. Schwarza. Browar w 1871 zakupił Nathan Zimmermann (zm. 1909), a w 1907 spółka z ograniczoną odpowiedzialnością Bürgerliches Brauhaus Glatz. Zakład był wyposażony w kotły warzelne ogrzewane parą, maszynę parową i światło elektryczne. W browarze istniejącym do 1920 warzono rocznie około 5000 hektolitrów piwa fermentacji dolnej i górnej oraz słód dla własnych potrzeb. 
Po II wojnie światowej w latach 50. XX w. była tu Wytwórnia Win „Las”.

## Części

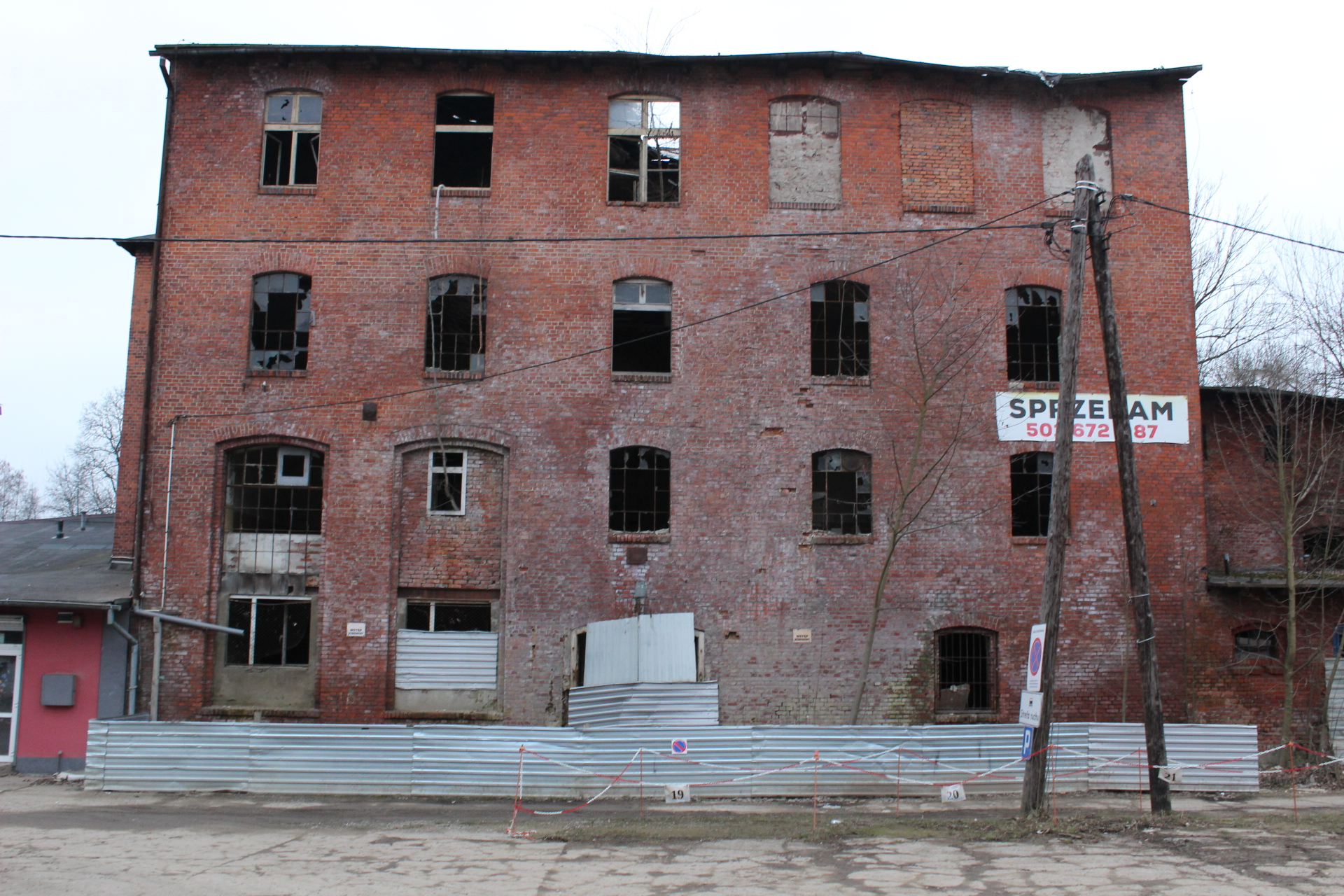
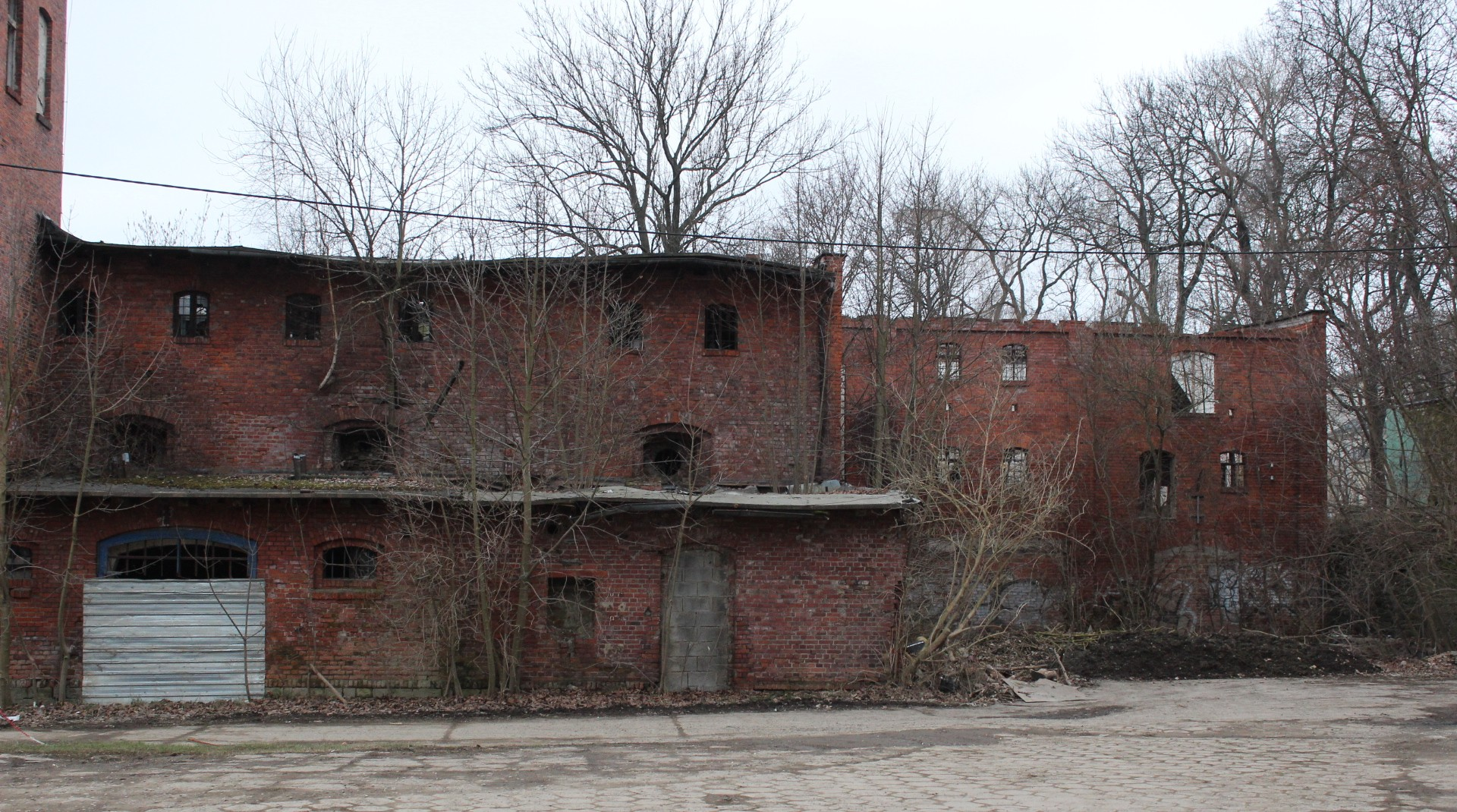

- lodownia, 1889
- stajnia, 1889
- wozownia 1889.

## Zobacz
- Browary w Kłodzku